# 松平勝房
松平 勝房（まつだいら かつふさ）は、江戸時代中期の大名。下総国多古藩2代藩主。官位は従五位下・美濃守。

## 生涯
元禄15年（1702年）3月18日、初代藩主・松平勝以の次男として誕生。長兄・権太郎は早世しているために世子となり、正徳3年（1713年）9月15日に12歳で徳川家宣に御目見している。享保元年（1716年）12月に従五位下・美濃守に叙位・任官する。享保13年（1728年）4月9日、父の死去により家督を継いだ。享保14年（1729年）、300俵取りの分家当主であった松平勝尹を養子に迎えた。
享保21年（1736年）4月6日、家督を勝尹に譲って隠居。延享3年（1746年）12月30日に死去した。享年45。

## 系譜
- 父：松平勝以
- 母：池田政武の養女（池田政直の娘）
- 正室：水野忠定の娘
- 養子：松平勝尹 - 松平勝久の長男[注釈 2]